# August Schlüter (Politiker)

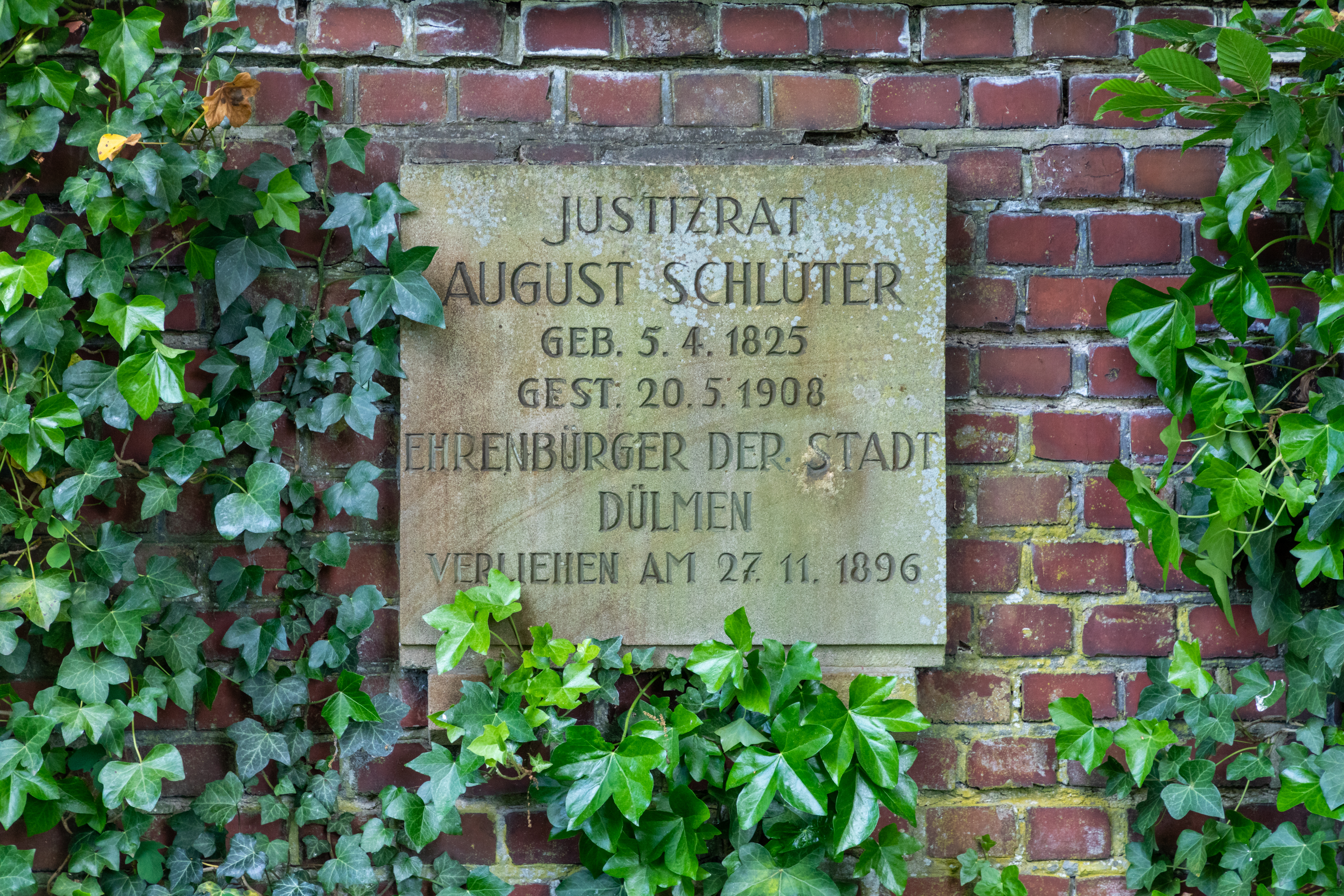
Grabstätte

August Schlüter (* 1825 in Nordkirchen; † 20. Mai 1908) war ein deutscher Jurist und Lokalpolitiker.
Schlüter kam nach beruflicher Tätigkeit in Haltern gemeinsam mit seiner Frau Louise, geborene Morsbach, 1862 nach Dülmen und ließ sich dort als Rechtsanwalt und Notar nieder. Kurz danach trat er in den Magistrat der Stadt ein und war von 1867 bis 1908 als Beigeordneter der Stellvertreter des Bürgermeisters.
Er trug die Ehrenbezeichnung Geheimer Justizrat. Anlässlich seines 50-jährigen Berufsjubiläums wurde er 1897 zum Ehrenbürger der Stadt Dülmen ernannt. Er starb kinderlos. Sein Grab befindet sich auf dem Dülmener Mühlenweg-Friedhof.
In der nordöstlichen Innenstadt wurde eine Straße nach ihm benannt. Schlüter ist der Onkel des Landschaftsmalers August Schlüter.